# Ronas Hill
Ronas Hill, o Rönies Hill, és una muntanya de les illes Shetland, a Escòcia. Està classificat com a Marilyn, i és amb els seus 450 m el punt més alt de l'arxipèlag. A prop del cim hi ha un cairn d'època neolítica.

## Ubicació
El Ronas Hill (en nòrdic antic rön significa terra pedregosa o tartera) es troba a la península de Northmavine de l'illa de Mainland. El nom nòrdic sens dubte descriu el cim del turó. El Ronas Hill també dona nom al Ronas Voe, que es troba al costat. En un dia clar, des del cim, s'hi pot veure bona part de les Shetland, l'estret de Yell Sound, el mar del Nord i l'oceà Atlàntic i fins i tot els punts més alts de l'illa de Fair.

## Medi ambient

### Botànica
Ronas Hill és un lloc Ramsar, per la presència de moltes plantes rares de l'Àrtic. Curiosament a les Shetland, hi ha diverses espècies de bolets forestals, en particular ceps i cantharellus, que normalment creixen a les arrels dels arbres caducifolis. Cal destacar l'absència d'aquests arbres al Ronas Hill, on si que hi creix àmpliament una espècie de salze, el Salix repens.

## Cairn amb cambra
Al cim del turó, hi ha un cairn amb cambres del Neolítics. És inusual per la seva posició al cim d'un turó. La majoria dels cairns britànics neolítics que sobreviuen es troben en llocs destacats, però generalment no al cim de turons alts. Segons els agricultors locals, fins a la construcció de la terminal de Sullom Voe a mitjans de la dècada de 1970, el cairn contenia encara una varietat d'articles de "sacrifici", com ara monedes (algunes "de molt antigues"). Sembla doncs, que abans d'aquest moment, el Ronas Hill hauria estat lluny dels camins habituals.

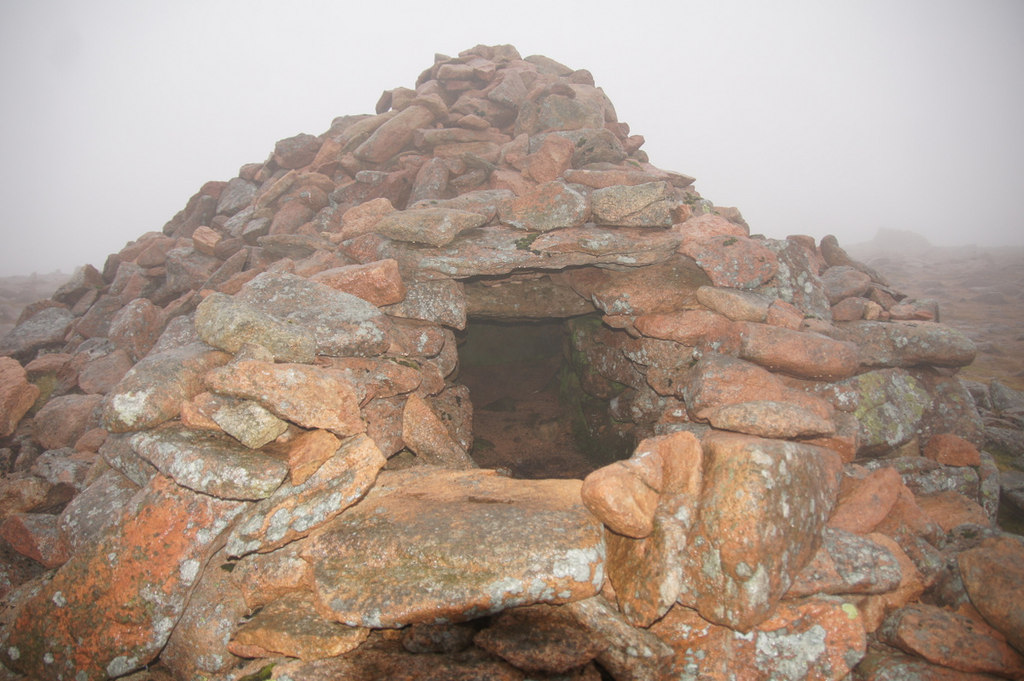
Cairn del Ronas Hill.

El túmul de Ronas Hill mostra evidències d'una reconstrucció substancial de la seva estructura superior, com ho demostra la manca de liquen a les pedres sobre el pas d'entrada i el quist principal. El cim actual de pedres de granit rosa és clarament visible des de la vall de sota i pot haver estat aixecat en alçada per servir com a "mede" o marca per als pescadors en segles passats. Sens dubte, el cairn va ser alterat pels soldats durant un exercici militar als anys 60, quan es va construir un mur al voltant de la seva entrada per convertir-lo en una trinxera.

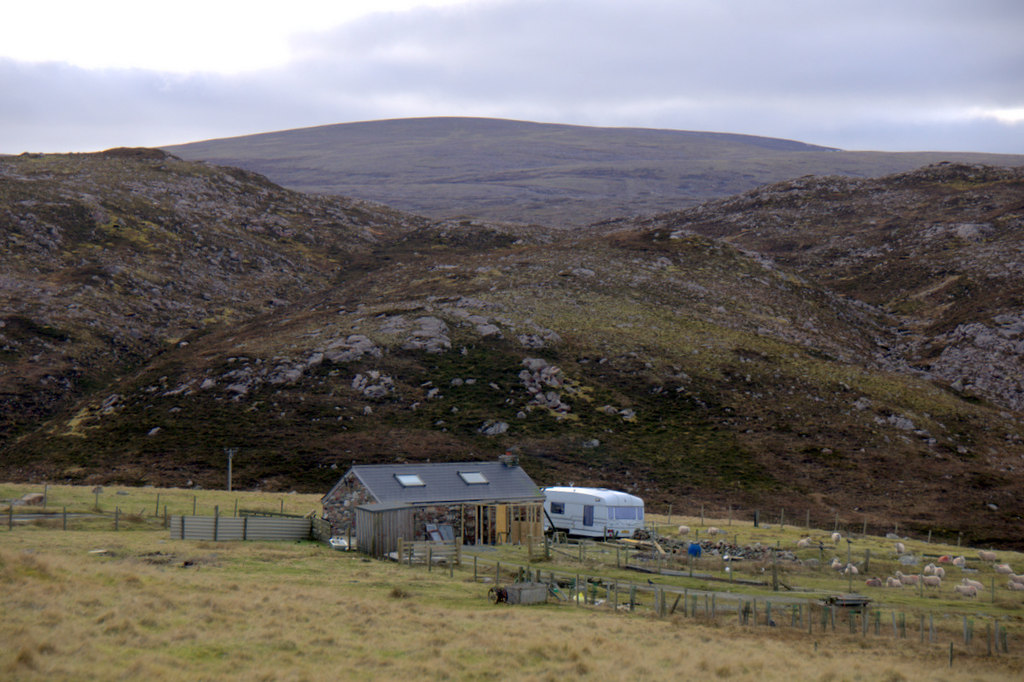
El Ronas Hill.